# 劳氏络新妇
劳氏络新妇（学名：Nephila laurinae）为园蛛科络新妇属的动物。在中国大陆，分布于广东、海南等地。